# 浜舘村
- 浜舘村
- 浜館村

浜舘村（はまだてむら）は、かつて青森県にあった村。

## 地理
- 河川：赤川、駒込川
- 山岳：按ノ木森山

## 施設
青森市との合併時点。
- 浜舘小学校
- ラジオ青森（現：青森放送） - 開局時の所在住所が当村。
- 県農業者総合研究所

## 沿革
- 1889年（明治22年）4月1日 - 町村制施行により東津軽郡造道村の一部、浜舘村、戸山村、沢山村、駒込村、古舘村、松森村、田屋敷村、八重田村が合併し、造道村（つくりみちむら）が発足。
- 1927年（昭和2年）
  - 4月1日 - 大字造道、八重田を分離し、青森市に編入。
  - 5月15日 - 名称を浜舘村に改称。
- 1955年（昭和30年）1月15日 - 青森市に編入され消滅。